# Carlos Salem Sola

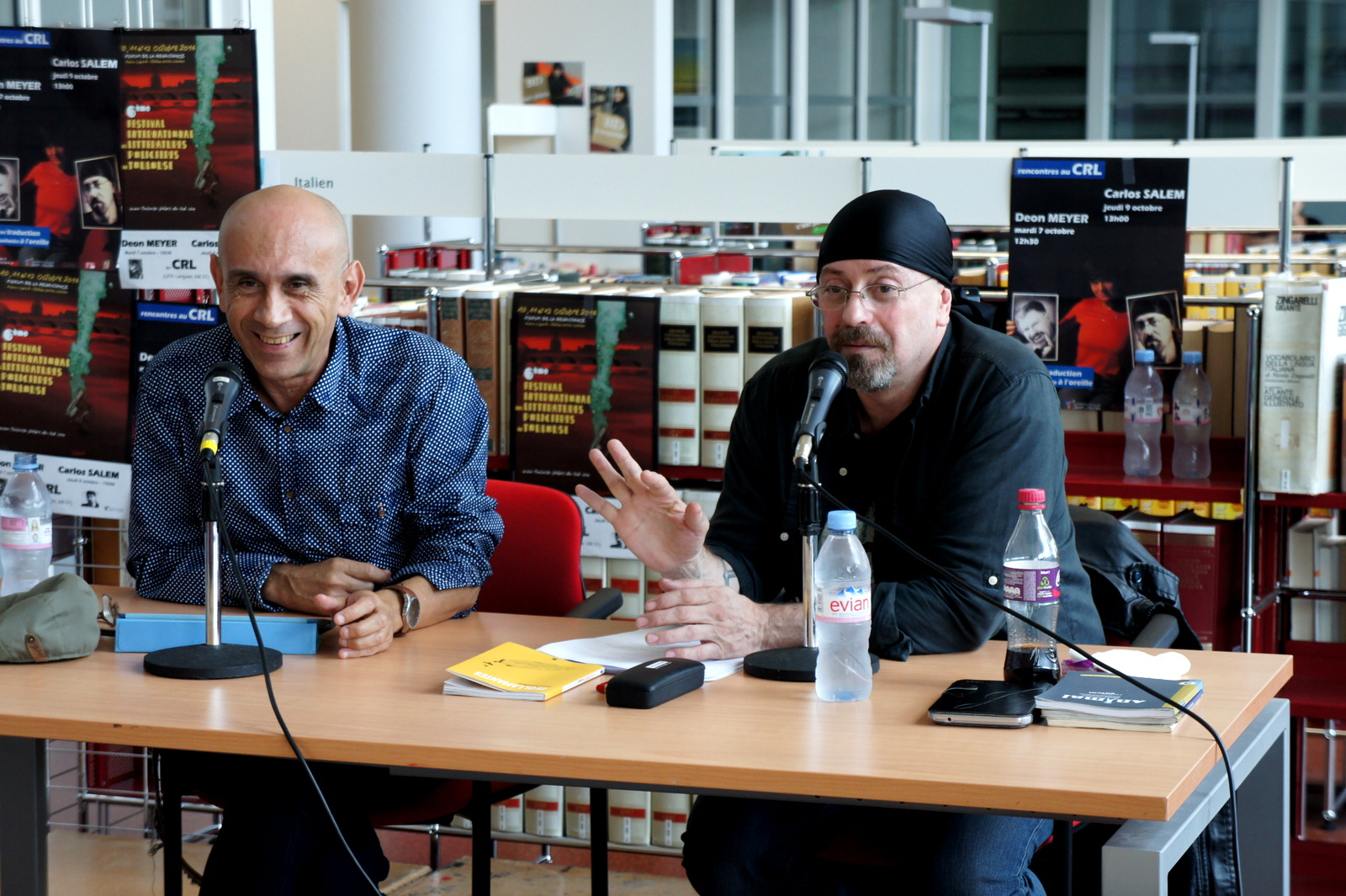
Carlos Salem - CRL - Université Toulouse - Jean Jaurès – Oct., 2014

Carlos Salem Sola (Buenos Aires, 1959) is een Argentijns schrijver.
Hij woont sinds 1988 in Spanje en heeft gepubliceerd  El Faro de Ceuta ,  El Telegrama of El Faro de Melilla.

### Romans
- Camino de ida (2007)
- Matar y guardar la ropa (2008)
- Pero sigo siendo el rey (2009)
- Cracovia sin ti (2010)
- Un jamón calibre 45 (2011)
- El huevo izquierdo del talento (una novela de cerveza-ficción) (2013)
- La maldición del tigre blanco (2013)
- Muerto el perro (2014)

### Verhalen
- Yo también puedo escribir una jodida historia de amor (2008)
- Yo lloré con Terminator 2 (relatos de cerveza-ficción) (2009)

### Poëzie
- Si dios me pide un bloody mary (2008)
- Orgía de andar por casa (2009)
- Memorias circulares del hombre-peonza (2010)

### Theater
- El torturador arrepentido (2011)

## Prijs
- Memorial Silverio Cañada de la Semana Negra de Gijón
- Premio Novelpol a la mejor novela policial
- Premio internacional Seseña de Novela